# Titus Manlius Imperiosus Torquatus
Titus Manlius Imperiosus Torquatus var konsul tre gånger (första gången 347 f.Kr.) och diktator tre gånger.

## Om fadern
Hans far Lucius Manlius Imperiosus utsågs till diktator år 363 f.Kr. för att utföra religiösa uppdrag men han förberedde istället krig. Detta väckte stark opposition hos de plebejiska tribunerna och han åtalades påföljande år sedan han avgått som diktator.
Han anklagades för att personligen ha misshandlat dem som vid uppropet inte svarat med sitt namn. De blev både avstraffade med spö och fördes till fängelse.
Han hade också förvisat sin egen son, Titus Manlius Torquatus, från staden därför att han hade svårt att uttrycka sig.

## Som yngling
Som yngling tog sig Titus Manlius Torquatus med list in hos tribunen Marcus Pomponius och hotade att mörda honom med en dolk om inte tribunen återkallade sin åtal mot Titus fader, för hårdhet vid utskrivning av trupper. Tribunen föll till föga. Titus valdes på grund av denna händelse till krigstribun trots att han i övrigt inte meriterat sig.

## Om hedersnamnet Torquatus
År 361 f.Kr. utmärkte han sig på nytt. Gallerna hade trängt fram mot Rom och slagit läger vid tredje milstenen på Via Salaria på andra sidan av en brygga i floden Anio. En galler av ovanlig storlek trädda fram på bryggan och utmanade "Roms tappraste man" på tvekamp med avsikt att hela kriget skulle avgöras genom tvekampen. Titus Manlius sökte då tillstånd av fältherren Titus Quinctius Poenus att anta utmaningen. Sedan han fått detta medgivande utrustades han med en sköld, som fotfolket normalt använde och en spansk värja som ansågs lätt att hantera. När den store skrytande gallern anföll, parerade Titus hugget, petade undan gallerns sköld och stack honom upprepade gånger i buk och underliv så han föll död ned. Titus tog sedan av den fallnes halskedja och hängde den, blodbestänkt som den var, runt sin egen hals. På så sätt förtjänade han tillnamnet Torquatus, som betyder den halskedjade. Detta hedersnamn behölls sedan av hans släkt och arvingar.
Denna kamp fick sådan betydelse att gallerna under natten brådskande övergav sitt läger.

## Som diktator
År 353 f.Kr. utnämndes han till diktator och förberedde en attack på Caere men man svarade genom att sända budbärare som erbjöd fred. Fälttåget riktade sig då mot falikerna men romarna upptäckte att de hade försvunnit. De plundrade då landet men sparade städerna innan de återvände till Rom. Han utsågs på nytt till diktator år 348 f. Kr. med uppdrag att övervaka valen. Året därpå valdes han till konsul för första gången och 345 f.Kr. för andra gången.

### Om Manlius disciplin
I det  latinska kriget leddes den romerska sidan av Publius Decius Mus och Titus Manlius Imperiosus Torquatus. De beslöt att införa gammal militär disciplin. Ingen fick lämna sin post vid äventyr av dödsstraff. Manlius son, Titus Manlius Torquator, som såg en chans att vinna ära, glömde befallningen och lämnade sin post tillsammans med några vänner och besegrade några latiner. När fadern upptäckte detta kallade han legionerna att samlas och överlämnade sin son till avrättning till fasa för alla män. Detta skedde 340 f.Kr. och kallades sedan "Manlisk disciplin".

### Om slaget vid Vesuvius
Han deltog i slaget vid Veseris (Vesuvius) år 340 f.Kr..  Publius Decius Mus dödades i slaget sedan han självuppoffrande anfallit den latinska armén. Titus Manlius ledde en reserv av veteraner och dödade eller tog till fånga tre fjärdedelar av motståndarna. Allt resulterade i en överlägsen romersk seger. Manlius förföljde sedan fienderna in i Kampanien.

### Om slaget vid Trifanum
Han slog dem igen i slaget vid Trifanum, vilket avslutade kriget. Han återvände till Rom. På grund av sjukdom var han oförmögen att strida ytterligare mot Antium och han utsåg därför Lucius Papirius Cursor till diktator med uppdrag att slutföra uppdraget.

## Jämför
- Släkten Manlia http://en.wikipedia.org/wiki/Manlia_(gens) på engelska